# Андрианова, Вера Сергеевна
Вера Сергеевна Андрианова (29 сентября 1922 года, Калуга, РСФСР — июнь 1942 года, Стодолище, Смоленская область, РСФСР) — советский педагог, в годы Великой Отечественной войны — разведчик РККА, расстреляна немецко-фашистскими оккупантами.

## Биография
Родилась 29 сентября 1922 года в Калуге в рабочей семье. Отец, Сергей Сидорович Андрианов, работал слесарем в железнодорожном депо станции Калуга, мать, Анастасия Ипатьевна (урожденная Демидова), была домохозяйкой. Семья была многодетной — детей было шестеро.
Вера окончила среднюю школу № 14 города Калуги. Получив среднее образование, продолжила учёбу на одногодичных курсах учителей начальных классов. Осуществив своё желание стать учительницей, работала по специальности в посёлке Мышега Алексинского района Тульской области. С началом Великой Отечественной войны вынужденно вернулась в Калугу к матери.
В середине октября 1941 года Калуга была оккупирована фашистами, Вера Андрианова пережила ужасы более чем двухмесячной оккупации. На второй день после освобождения Калуги Красной армией девушка пришла в горком комсомола с просьбой направить её в действующую армию. Она получила направление на курсы разведчиков-радистов в городе Юхнов, по окончании которых участвовала в кратковременных рейдах в тыл немецких войск. В первое многодневное разведзадание от командования 50-й армии в район Юхнова и Зайцевой горы Веру Андрианову отправили на самолёте. Пилот самолета У-2 не смог найти подходящую для посадки площадку, тогда Вера спрыгнула с крыла самолета, выполняющего бреющий полёт, без парашюта она смогла приземлиться на занесённый снегом склон оврага. Пилот сделал круг над оврагом и убедился в удачном приземлении, заметив поданный ему знак: «Порядок!» Вера сильно обморозилась, но задание выполнила. Выполнила ещё ряд заданий, она всякий раз благополучно возвращалась в свою воинскую часть.
Ведя разведку расположения немецких войск и их складов под Смоленском, Андрианова вступила в спас-деменский партизанский отряд, передавая разведданные из отряда она подписывала их «Галка». В конце мая 1942 года на очередном задании Вера Андрианова была схвачена оккупантами. В Стодолищенской волостной тюрьме её допрашивали применяя пытки, ничего не добившись, в конце июня 1942 года расстреляли на окраине Стодолищ.
В 1965 году Указом Президиума Верховного Совета РСФСР «за героизм, проявленный в борьбе с немецко-фашистскими захватчиками в период Великой Отечественной войны», Вера Сергеевна Андрианова была посмертно награждена медалью «За отвагу». Награду получила мать героини, Анастасия Ипатьевна Андрианова.
В 1968 году решением Калужского исполкома городского совета депутатов трудящихся улице Калуги Старая Ветка присвоено имя отважной советской патриотки Веры Андриановой.
На могиле Веры Андриановой в селе Стодолище Смоленской области установлен памятник. В калужской школе № 21 (ул. Веры Андриановой, д. 3) в день её рождения проводят день памяти